# Моховая (гора, Челябинская область)
Мохова́я гора́ — гора на Южном Урале, в Челябинской области (Россия), на окраине города Миасса. Высота — 441 метр.
На северных склонах горы расположено городское кладбище Миасса, у подножия на западе — река Чёрная, на востоке — железная дорога, отделяющая гору от Миасского пруда. С юга к горе примыкают садовые участки.